# 2011 MM4
2011 MM4 ist ein Planetoid, der am 24. Juni 2011 am Pan-STARRS 1 entdeckt wurde und zur Gruppe der Zentauren gehört. Der Asteroid läuft auf einer mäßig exzentrischen Bahn in über 2200 Jahren um die Sonne. Die Bahnexzentrizität seiner Bahn beträgt 0,47, wobei diese 100,46° gegen die Ekliptik geneigt ist, so dass er eine retrograde Umlaufbahn aufweist.
Es wird vermutet, dass der große retrograde Zentaur 2011 MM4 ebenso wie die beiden Zentauren (468861) 2013 LU28 und (342842) 2008 YB3 ein Besucher aus der Oort’schen Wolke ist.